# Paderborner Epos
Karolus Magnus et Leo papa – das sogenannte Paderborner Epos, auch Aachener Karlsepos – ist die poetische Beschreibung der Zusammenkunft Papst Leos III. mit Karl dem Großen in Paderborn 799. Das Werk besteht aus 536 Hexametern.
Die Bezeichnung Paderborner Epos führt den Ursprung der Schrift irreführend auf Paderborn selbst zurück. Das wie üblich in Hexametern abgefasste Epos ist zeitnah zum Ereignis entstanden und stammt von der Hand eines hochgebildeten, mit der klassischen und spätantiken hexametrischen Tradition bestens vertrauten Laien, der ein Mitglied des Hofes gewesen sein muss.
Erwogen wurden als Verfasser u. a. Einhard und Modoin (* um 770; † 840/3), ohne dass die Forschung zu einem allseits akzeptierten Ergebnis gelangt wäre. Ähnlich wie die Reichsannalen schreibt der unbekannte Autor aus einer fränkischen Perspektive. Sprache, Stil und Metrik entsprechen den anspruchsvollen Standards der  karolingischen Renaissance.
Von dem vermutlich ursprünglich aus vier Teilen bestehenden Epos ist nur noch ein Fragment von 536 Versen in einer einzigen Handschrift (Zentralbibliothek Zürich, Ms. 78: Sammelhandschrift aus St. Gallen, das fragliche Stück, fol. 104r-114v, saec. IX) überliefert. Die Handschrift wurde zusammen mit anderen während des Toggenburgerkrieges 1712 als Beute nach Zürich verschleppt und kehrte nicht mehr nach St. Gallen zurück. Im Jahr 2006 haben sich die Kantone St. Gallen und Zürich auch über dieses Kulturgut verständigt (siehe Kulturgüterstreit zwischen Zürich und St. Gallen).
Inhaltlich stellt der Text das Treffen und die Verhandlungen zwischen Papst Leo III. und Karl dem Großen dar. Der Anlass des Besuches war ein Attentat, das kurz zuvor in Rom auf den Papst verübt worden war. Die Zusammenkunft selbst wird als wichtige Vorbereitung zur Kaiserkrönung Karls im Jahr 800 betrachtet und hat damit weltgeschichtliche Bedeutung. Ob tatsächlich im September 799 Leo und Karl über die Kaiserkrönung regelrecht verhandelt haben, wird in der Literatur mehrheitlich bestritten. Aber die Titulaturen, die das Epos für Karl verwendet, so augustus, caput Europae, pater Europae, weisen bereits (ex post?) auf die Kaiserkrönung und die Kaisertitulatur voraus, wobei zu berücksichtigen ist, dass der Titel imperator aus metrischen Gründen allenfalls in der selten belegten Nebenform induperator hätte verwendet werden können.
Das Epos enthält zunächst in der Tradition klassischer Herrscherpanegyrik einen Lobpreis auf den König („erhabener Leuchtturm“, „Vater Europas“) und beschreibt die Zusammenkunft selbst. Neben einer stark vom vergilischen Vorbild des Baus Karthagos (Vergil, Aeneis I 421 ff.) bestimmten detaillierten Ekphrasis vom Ausbau Aachens zu einem „zweiten Rom“ findet sich die Ekphrasis eines Jagdzuges der königlichen Familie (vgl. Vergil, Aeneis IV 117 ff.). Besonders ausführlich werden die Ursachen und Umstände der Flucht Leos aus Rom behandelt.